# Teatro Regio (Turin)
Pour les articles homonymes, voir Teatro Regio.
 (avril 2008).
Si vous disposez d'ouvrages ou d'articles de référence ou si vous connaissez des sites web de qualité traitant du thème abordé ici, merci de compléter l'article en donnant les références utiles à sa vérifiabilité et en les liant à la section « Notes et références ».
Le Teatro Regio (Théâtre royal) de Turin compte parmi les plus prestigieuses scènes d'opéra d'Italie. Il dispose de 1500 places assises et est situé sur la grande place Castello de Turin.

## Histoire du Teatro Regio

### L'origine
La décision de construire à Turin un grand opéra, à l'instar des autres capitales de l'époque, est prise en 1713, lorsque le traité d'Utrecht ajoute à la Savoie le royaume de Sardaigne, sous Victor-Amédée II.
Plusieurs années s'écoulent avant que l'idée du théâtre ne se concrétise. En 1738, sous son successeur Charles-Emmanuel III, commencent les travaux.
Jusqu'alors (et depuis 1678) la Salle du Théâtre Ducal, dite « de Saint-Jean », a assuré, en partie, cette fonction.
Conçu par Filippo Juvarra et inscrit dans le bloc des Secrétariats, le nouveau théâtre est réalisé par Benedetto Alfieri. Les travaux commencent en 1738 et se poursuivent jusqu'au 26 décembre 1740. Il est inauguré par la représentation de l'Arsace de Francesco Feo, livret de Pietro Metastasio.
Construit quarante ans avant La Scala, le Regio s'enorgueilit d'avoir présenté des centaines de premières, parmi lesquelles, Manon Lescaut, La Bohème de Giacomo Puccini, Salomé de Richard Strauss.
Le nouveau théâtre peut accueillir 2 500 spectateurs. Sa salle est considérée comme grandiose. Les grands noms du chant et du ballet se sont produits sur ses planches, confirmant sa glorieuse tradition.
En 1798, pendant l'occupation française de Turin, le Regio est rebaptisé du nom de National. En 1801, il devient le Grand Théâtre des Arts et, en 1804, le Théâtre Impérial, nom qu'il conserva jusqu'en 1814.
Après la chute de Napoléon et le retour de la maison de Savoie à Turin, le théâtre reprend son ancien nom de Teatro Regio (Théâtre royal).
En 1838, Pelagio Palagi apporte un certain nombre de modifications à ses structures. En 1905, Ferdinando Cocito procède à des travaux importants de transformation de la salle et de la scène. En 1924, Giacomo Mattè-Trucco, le concepteur de Fiat Lingotto, introduit dans la tour de scène le béton armé.
À partir du début du siècle, le Regio devient le temple de la musique de Wagner et de Strauss et l'un des théâtres ouverts à la jeune école vériste italienne.

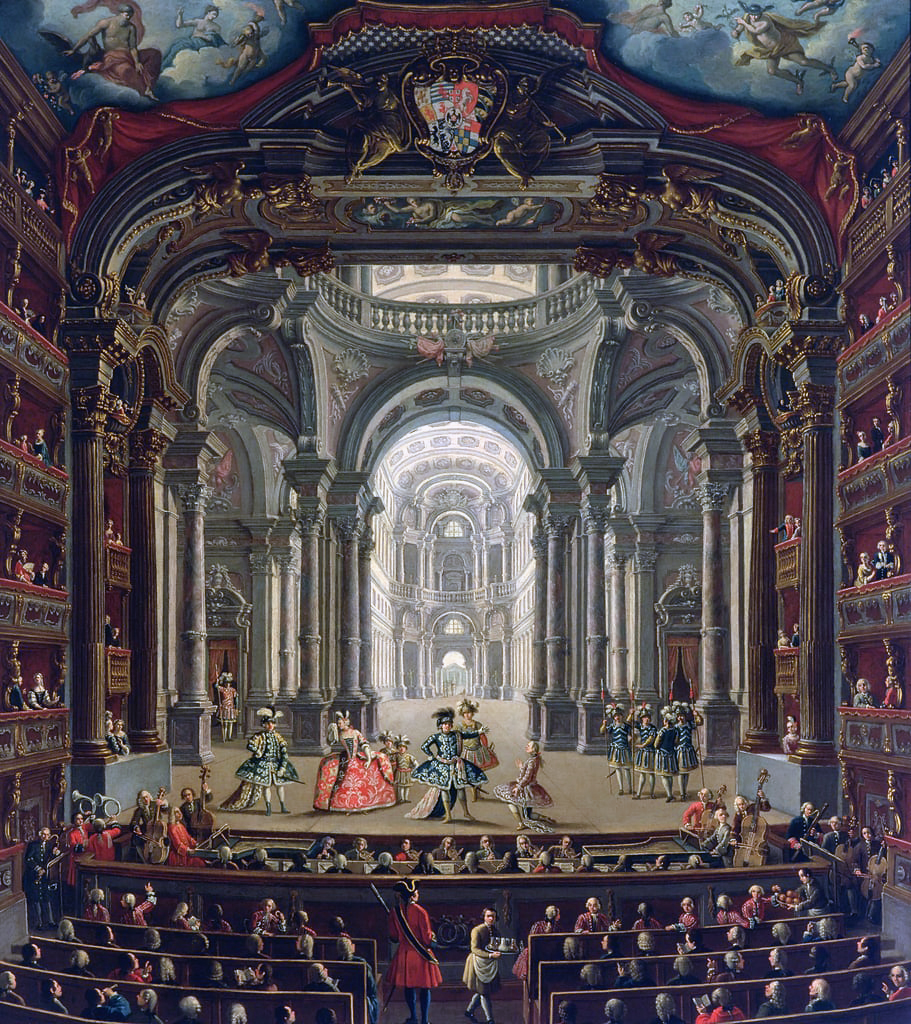
Inauguration du Teatro Regio, par Pietro Domenico Oliviero

### L'incendie et les bombardements
Dans la nuit du 8 au 9 février 1936, la salle et la scène du Teatrio Regio sont complètement détruites par un incendie.
Durant la Seconde Guerre mondiale, en 1942 et 1943, les bombardements le transforment en ruines. En 1966, après de nombreuses vicissitudes, l'architecte Carlo Mollino et l'ingénieur Marcello Zavelani-Rossi commencent la reconstruction du nouveau théâtre.

### Le nouveau Teatro Regio
Le nouveau Teatro Regio, reconstruit au même emplacement, place Castello, est d'une conception différente. Pourtant, il s'inscrit harmonieusement dans le contexte architectural de l'ancienne place.
Il est inauguré officiellement le soir du 10 avril 1973, avec la représentation de l'opéra I Vespri siciliani de Giuseppe Verdi. Une grille coulissante en bronze, réalisée par Umberto Mastroianni, intitulée Odyssée Musicale, ferme l'entrée principale. Le nouveau complexe théâtral est conçu et réalisé en adoptant les technologies les plus modernes. Au-delà de sa fonction de salle de spectacles, le Regio joue un rôle plus vaste : propulser la vie culturelle et artistique de Turin et du Piémont. Son directeur musical jusqu'en 2018 est le chef d'orchestre Gianandrea Noseda
Après plus de 248 ans d'activité, il est toujours le témoin de l'histoire et des événements de Turin et de l'Europe.